# Cestodaria
Cestodaria är en ordning av plattmaskar. Cestodaria ingår i klassen Neodermata, fylumet plattmaskar och riket djur.
Ordningen innehåller bara familjen Gyrocotylidae.